# دهه فجر
دههٔ فجر در ادبیات سیاسی نظام جمهوری اسلامی ایران به روزهای ۱۲ تا ۲۲ بهمن ۱۳۵۷ گفته می‌شود که طی آن روح‌الله خمینی بعد از تبعید چهارده ساله در ۱۲ بهمن ۱۳۵۷ به ایران وارد شد و در پایان در ۲۲ بهمن با اعلام بی‌طرفی ارتش شاهنشاهی، دودمان پهلوی سقوط کرد و انقلاب ۱۳۵۷ ایران رخ داد.
تا سال ۱۳۶۰ چنین اصطلاحی وجود نداشت و عبدالمجید معادیخواه، وزیر فرهنگ و ارشاد اسلامی، بود که برای نخستین بار در سال ۱۳۶۰ ده روز پس از ورود خمینی به ایران تا روز ۲۲ بهمن را «دههٔ فجر» نامید. تعداد روزهای بین ۱۲ بهمن تا ۲۲ بهمن ۱۳۵۷ درواقع نه ۱۰ روز، بلکه ۱۱ روز است و مسئولان برگزارکنندهٔ مراسم برای رفع این مشکل مبنای وقوع انقلاب را در سپیده‌دم روز ۲۲ بهمن قرار دادند تا این فاصله به ده روز برسد و عنوان «دههٔ فجر» برای این مراسم عنوانی درست باشد.

## نامگذاری
در نخستین و دومین سالگرد انقلاب ۱۳۵۷، مسئولان برگزارکنندهٔ جشن‌های انقلاب اسلامی برای توصیف این روزها از اصطلاح «هفته جشن‌های سالگرد انقلاب» استفاده می‌کردند و مدت برگزاری مراسم را نیز هفت روز تعیین می‌کردند اما از سال ۱۳۶۰ عبدالمجید معادیخواه که در آن زمان به سمت وزارت فرهنگ و ارشاد اسلامی رسیده بود به شورای هماهنگی تبلیغات اسلامی پیشنهاد کرد که با الهام از آیات آغازین سورهٔ فجر در قرآن یعنی والفجر و لیال عشر ( معنی: سوگند به سپیده دم و شب‌های ده‌گانه) تعداد روزهای برگزاری مراسم سالگرد انقلاب به ده روز افزایش پیدا کند و از روز ورود خمینی به ایران در روز ۱۲ بهمن تا روز ۲۲ بهمن ۱۳۵۷ محاسبه شود. هرچند تعداد روزهای بین ۱۲ تا ۲۲ بهمن عملاً ۱۱ روز است، اما با تعیین سپیده‌دم ۲۲ بهمن به عنوان نخستین فجر انقلاب اسلامی، این ابهام مرتفع گردید. لازم به ذکر است که آیات سوره فجر به ماجرای دیگری اشاره دارد و این پیشنهاد صرفاً به عنوان یک الهام قرآنی برای نام‌گذاری این دهه مطرح شد.

## روزشمار

### ۱۲ بهمن
در روز ۱۲ بهمن استقبال  از روح‌الله خمینی در تهران برگزار شد؛ بر اساس برخی گزارش‌‌ها، طول صف استقبال‌کنندگان به ۳۳ کیلومتر می‌رسید. هواپیمای حامل خمینی در ساعت ۹:۲۷ بامداد در فرودگاه مهرآباد فرود آمد. دولت موقت شاپور بختیار ادعا کرد تدابیر امنیتی اعمال شده است، اما کنترل عملی مسیر حرکت خمینی در اختیار گروه‌های مردمی بود. وی پس از سخنرانی در فرودگاه، به بهشت زهرا رفت و در قطعه ۱۷ این گورستان — محل دفن کشته‌شدگان اعتراضات ۱۷ شهریور ۱۳۵۷ — سخنرانی دیگری ایراد کرد. برخی تحلیلگران و منتقدان سیاسی معتقدند که بخشی از وعده‌های مطرح‌شده در آن دوره، با چالش‌هایی در اجرا روبه‌رو شده یا تحقق نیافته است.
بازگشت خمینی به ایران، واقعه‌ای در جریان انقلاب ۱۳۵۷ ایران است که طی آن در ۱۲ بهمن سال ۱۳۵۷ سید روح‌الله خمینی پس از ۱۴ سال تبعید از فرانسه به ایران بازگشت و در تهران مورد استقبال جمعیتی متجاوز از سه میلیون ایرانی قرار گرفت. این روز در تقویم رسمی ایران با عنوان آغازین روز دهه فجر، مشخص شده‌است.
مسافران پرواز
پرواز بازگشت خمینی از فرانسه به تهران با حضور ۱۵۰ نفر از همراهان برگزار شد. در این سفر، همراهان شامل سیاستمداران انقلابی، مأموران، اعضای خانواده خمینی و خبرنگاران بودند. فهرست افراد حاضر در پرواز در ادامه به تفصیل آورده شده است:
- سید روح‌الله خمینی
- ابوالحسن بنی‌صدر
- صادق قطب‌زاده
- ابراهیم یزدی
- حسن ابراهیم حبیبی
- حسن لاهوتی
- احمد غضنفرپور
- سید احمد خمینی
- تقی ابتکار
- محسن سازگارا
- محمد منتظری
- مرتضی مطهری
- صادق طباطبایی
- اسماعیل فردوسی‌پور
- محمد هاشمی
- هادی غفاری
- سید محمد موسوی خوئینی
- رسول صدرعاملی
- حبیب‌الله عسگراولادی
- مهدی عراقی
- محمد علی صدوقی
- سید محمود دعایی
- سید حسین خمینی
- داریوش فروهر
- محمد مکری
- محمد حسین املایی
- شاهرخ حاتمی
- ژرار ژان فابین-باتوش (به فرانسوی: Gerard Jean Fabian-Bataouche)[۸] (محافظ شخصی روح‌الله خمینی در نوفل‌لوشاتو)
- کارول جروم (به انگلیسی: Carole Jerome) (نامزد صادق قطب‌زاده)[۹]

خلبانان
این سفر به وسیلهٔ هواپیمای بوئینگ ۷۴۷ شرکت ایرفرانس انجام گرفت. سر خلبان پرواز «ژان موءی» بود و کمک خلبان «باتاوش» (فرانسوی الاصل) (به فرانسوی: Bathylle، به انگلیسی: Bathyllus) بود که دست در دست خمینی از هواپیما پیاده شد.

#### توضیح واقعه

مسیر حرکت خمینی در روز ۱۲ بهمن

بازکردن فرودگاه‌ها برای بازگشت خمینی، یکی از انتقادهای مهمی است که بختیار بعد از سقوط کابینه و فرارش از ایران با آن روبه‌رو شد. برنامه نخستین این بود که خمینی در ۶ بهمن ۱۳۵۷ وارد ایران شود ولی دولت شاپور بختیار فرودگاه‌ها را بسته اعلام کرد. بسته شدن فرودگاه‌ها به پردامنه شدن اعتراضات و اعتصابات انجامید. خمینی در پاریس اعلام کرد که به محض بازشدن فرودگاه‌ها به کشور بازخواهد گشت و مردم را به ادامه اعتراضات دعوت کرد. در ۹ بهمن ۱۳۵۷ به فرمان بختیار فرودگاه مهرآباد بازگشایی شد.
در تاریخ ۱۲ بهمن سال ۱۳۵۷ ابوالحسن بنی‌صدر پرواز چارتر هواپیمایی ایرفرانس را از پاریس به تهران کرایه کرد (که بنی صدر کرایه چارتر آن را با چک بدون‌محل خودش پرداخته بود) و همراه با صادق قطب‌زاده در کنار خمینی در طول پرواز، و ابراهیم یزدی؛ خمینی را در پرواز همراهی کردند؛ و در ساعت ۹ و ۲۷ دقیقه و ۳۰ ثانیه صبح ۱۲ بهمن خمینی با پرواز هواپیمایی ایرفرانس در فرودگاه مهرآباد تهران به زمین نشست.
به گفته منوچهر رزم آرا وزیر بهداشت دولت بختیار چند فروند هواپیمای اف ۱۶ آمریکایی این هواپیما را خدمات سنجی می‌کردند.
فرمانداری نظامی بر اثر فشار مردم راه‌پیمایی و تظاهرات را برای ۳ روز آزاد اعلام کرد. خمینی در استقبال مردم به بهشت زهرا انتقال یافت و در آنجا به سخنرانی پرداخت.
به گفته ابراهیم یزدی کرایه هواپیما ۶۰ هزار دلار بوده‌است. احتمالاً کریم دستمالچی در تأمین بخشی از هزینه اجاره این پرواز که بین ۶۰ تا ۱۷۵هزار دلار نام شده، مشارکت داشته‌است.

#### سخنرانی بهشت زهرا
در این روز خمینی در بهشت زهرا سخنانی عنوان کرد که شامل نکات زیر است:
- تشکر و تسلیت به خانواده قربانیان
- رژیم سلطنتی مغایر عقل و قانون است
- سرنوشت هر (نسل از) ملت دست خودش است
- رژیم پهلوی، تحمیلی و غیرقانونی است
- مجلس و نمایندگان آن غیرقانونی هستند و نمایندگان بخاطر حقوقی که گرفته‌اند به مردم بدهکار هستند.
- شاه مملکت را خراب کرد، قبرستان‌ها را آباد کرد اقتصاد را خراب کرد.
- اصلاحات ارضی دهقان و زراعت را نابود کرد.
- شاه اصلاحات ارضی کرد تا برای محصولات آمریکایی بازار درست کند.
- شاه فساد و ویرانی به نام اصلاح و ترقی ایجاد کرد
- بیش از پنجاه سال دانشگاه داریم ولی جوان‌های ما تحصیلاتشان در اینجا تمام نیست و باید بروند در خارج هم تحصیل بکنند.
- تلویزیون و رادیو و سینما مرکز فحشاست. در تهران تعداد مشروب فروشی بیشتر از تعداد کتابفروشی است.
- با سینما و رادیو مخالف نیستیم با مرکز فحشا مخالفیم.
- نفت ما را دادند، اسلحه گرفتند و برای آمریکا پایگاه درست کردند.
- پنجاه سال در اختناق به‌سر بردیم، نه مطبوعات داشتیم، نه رادیو تلویزیون صحیح داشتیم، نه خطیب توانست حرف بزند.
- تعیین دولت با پشتیبانی ملت
- اهمیت جلوگیری از برگشت رژیم شاه[۱۶]

### ۱۳ بهمن
خمینی در جمع روحانیون سخنرانی کرد. او در بخشی از این سخنرانی گفت: رژیم سلطنتی از اول خلاف عقل بود… هر ملتی باید خودش سرنوشت خودش را تعیین کند.
همچنین رادیو مسکو گزارش کرد که دانشجویان ایرانی مقیم آمریکا علیه مداخله آمریکایی‌ها در امور داخلی ایران، در برابر کاخ سفید تظاهرات کردند.

### ۱۴ بهمن
ساعت ۹ بامداد روز شنبه ۱۴ بهمن در محل مدرسه شماره ۲ علوی یک مصاحبه مطبوعاتی با حضور قریب به ۳۰۰ خبرنگار ایرانی و خارجی برگزار شد که در آن ابتدا خلاصه‌ای از نظریات خمینی خوانده شد؛ سپس سوالات خبرنگاران آغاز گردید که خلاصه‌ای از پاسخ خمینی به این توضیح بود:
کاری نکنند که مردم را به جهاد دعوت کنم، اگر موقع جهاد شد می‌توانیم اسلحه تهیه کنیم. دولت را بزودی معرفی خواهیم کرد. اعضای شورای انقلاب تعیین شده‌اند. از ارتش می‌خواهم هر چه زودتر به ما متصل شود. ارتشیان فرزندان ما هستند، ما به آن‌ها محبت داریم باید به دامان ملت بیایند. قانون اساسی که تدوین شده به آراء عمومی گذاشته می‌شود تمام اتباع خارجی به‌طور آزاد در ایران زندگی خواهند کرد.

### ۱۵ بهمن
1. خمینی طی یک سخنرانی جوانان را به ادامه تظاهرات و اعتصابات فرا خواندند.
2. وزرای خارجه آمریکا و انگلیس طی دیدار دیوید اوئن از ژاپن، در مورد اوضاع ایران به گفتگو نشستند. بغداد نیز با اعزام هیأتی به عربستان، به بررسی اوضاع ایران و منطقه پرداخت.
3. ژنرال هایزر، فرستاده ویژه آمریکا به ایران، با اتمام مأموریت حساس خود و مذاکرات مکرر با مقامات ایرانی، عازم آمریکا شد. سخنگوی وزرات خارجه آمریکا گفت: هایزر سعی کرد تا نظامیان ایران از بختیار حمایت کنند. وی به این علت ایران را ترک کرد که اقامت وی به احساسات ضد آمریکایی در ایران دامن می‌زد.
4. همافران نیروی هوایی در بهبهان به عنوان طرفداری از خمینی، دست به راهپیمایی زدند.
5. سیدمحمدباقر صدر با ارسال نامه‌ای از عراق برای خمینی، از اعتراضات ایران حمایت کرد.
6. به مناسبت ورود خمینی به ایران، از سوی مرعشی نجفی تلگرافی برای او ارسال شد.

تذکر: برژنف از سیزدهم تا هفدهم ژانویه ۱۹۷۹، مطابق با بیست و سوم دی ۱۳۵۷، در بلغارستان به‌سر می‌برده‌است.
1. جواد شهرستانی، شهردار تهران در حضور خمینی استعفا کرد. خمینی سپس وی را مجدداً به عنوان شهردار منصوب کرد. جواد شهرستانی از سوی دولت بختیار ممنوع‌الخروج شد.
2. گروهی از نمایندگان مستعفی مجلس شورا با خمینی دیدار کردند.

### ۱۶ بهمن
تعیین دولت موقت
خمینی در روز ۱۶ بهمن طی فرمانی مهدی بازرگان را به عنوان نخست وزیر موقت تعیین و معرفی کرد. عصر همان روز در سالن سخنرانی مدرسه علوی یک مصاحبه مطبوعاتی بین‌المللی ترتیب داده شد، در این جلسه بازرگان برنامه و وظایف دولت موقت را توضیح داد و افزود برگزاری همه‌پرسی دربارهٔ تغییر رژیم، برگزاری انتخابات مجلس مؤسسان و انجام انتخابات مجلس از وظایف این دولت است.

### ۱۷ بهمن
1. خمینی در سخنان خود گفت: کار عاقلانه و مفید به حال کشور این است که بختیار و ارتش در مقابل انقلاب ۱۳۵۷، عکس‌العملی مثبت داشته باشند.
2. در پاسخ به پیام‌های تشکر از سوی مردم یا شخصیت‌ها و گروه‌های مختلف به مناسبت ورود خمینی به کشور، از سوی او پیام تشکری خطاب به عموم انتشار یافت.
3. بازرگان موقتاً از رهبری نهضت آزادی کناره‌گیری نمود و به مدرسه علوی نقل مکان کرد.

تذکر: در حکم نخست‌وزیری خمینی از وی خواسته شده بود تا بدون وابستگی حزبی و گروهی به پست نخست‌وزیری اشتغال یابد.
1. دکتر سعید، رئیس مجلس شورا، در جلسه آن روز مجلس اظهار داشت: بازگشت خمینی، مرجع عالیقدر تشیع را به خاک وطن از طرف خود و عموم نمایندگان خوش‌آمد می‌گویم.
2. لایحه محاکمه وزرای سابق و انحلال ساواک، در جلسه مجلس شورا به تصویب رسید.
3. در مراسم فارغ‌التحصیلی دانشجویان دانشکده افسری، افسران جوان از سوگند وفاداری به شاه معاف شدند.
4. فلسفی پس از هشت سال ممنوعیت از سخنرانی، در حضور خمینی و مردم دیدارکننده با او، سخنرانی کرد.

### ۱۸ بهمن
1. خمینی در دیدار با روحانیون شهر اهواز گفت: ادامه نهضت یک تکلیف است.
2. فرماندار نظامی تهران به این دلیل که مردم به مقررات حکومت نظامی اهمیت نمی‌دهند، ساعات منع عبور و مرور را کاهش داد.
3. سیزده نفر دیگر از نمایندگان مجلس استعفا دادند.
4. مجمع عمومی سازمان ملل متحد از اوضاع ایران اظهار نگرانی کرد.

### ۱۹ بهمن
روز نوزدهم بهمن ماه بزرگ‌ترین راه‌پیمایی انقلاب صورت گرفت. در قطعنامه پایانی راه‌پیمایی نخست‌وزیری مهدی بازرگان توسط تظاهرکنندگان تأیید شد.

### ۲۰ بهمن
در روز ۲۰ بهمن ماه که مصادف با روز جمعه بود، مردم در دانشگاه تهران اجتماع کرده بودند تا سخنرانی رئیس دولت موقت را گوش بدهند. در همین هنگام در غرب تهران درگیری شدیدی صورت گرفت؛ عده زیادی از افراد گارد شاهنشاهی به پادگان همافران نیروی هوایی حمله بردند و به محض آغاز درگیری آنان عده زیادی از جوانان وابسته به کنارهای مختلف به نفع همافران وارد صحنه درگیری شدند. این درگیری خونین ده‌ها نفر کشته و مجروح بر جای گذاشت ولی در پایان همافران توانستند حلقه محاصره نیروهای گارد را بشکنند.

### ۲۱ بهمن
روز بیست و یکم بهمن ماه روز نبرد مسلحانه همه‌جانبه مردم و نیروهای دولتی بود. درگیری خونین مردم و لشکر گارد در این روز به اوج خود رسید؛ و جنگ تانک‌ها با مردم مسلح باعث کشته و زخمی شدن صدها نفر شد. خمینی تهدید کرد در صورت عدم جلوگیری از کشتار لشکر گارد حکم جهاد خواهد داد. در این روز چندین کلانتری توسط گروه‌های مسلح مردمی تسخیر شدند که در نتیجه آن مقادیر زیادی اسلحه به دست مردم افتاد. در همین روز فرمانداری نظامی تهران اعلامیه شماره ۴۰ را انتشار داد؛ به موجب این اعلامیه رفت‌وآمد مردم از ساعت ۱۶:۳۰ تا ۵ بامداد ممنوع اعلام شد. در پی اعلامیه مزبور اعلامیه دیگری صادر و منع عبور و مرور تا ساعت ۱۲ بامداد تمدید شد. مردم عملاً مقررات حکومت نظامی را باطل ساختند و تا صبح در خیابان‌ها با ایجاد حریق و راه بندان‌های متعدد مانع حرکت قوای نظامی می‌شدند.

### ۲۲ بهمن

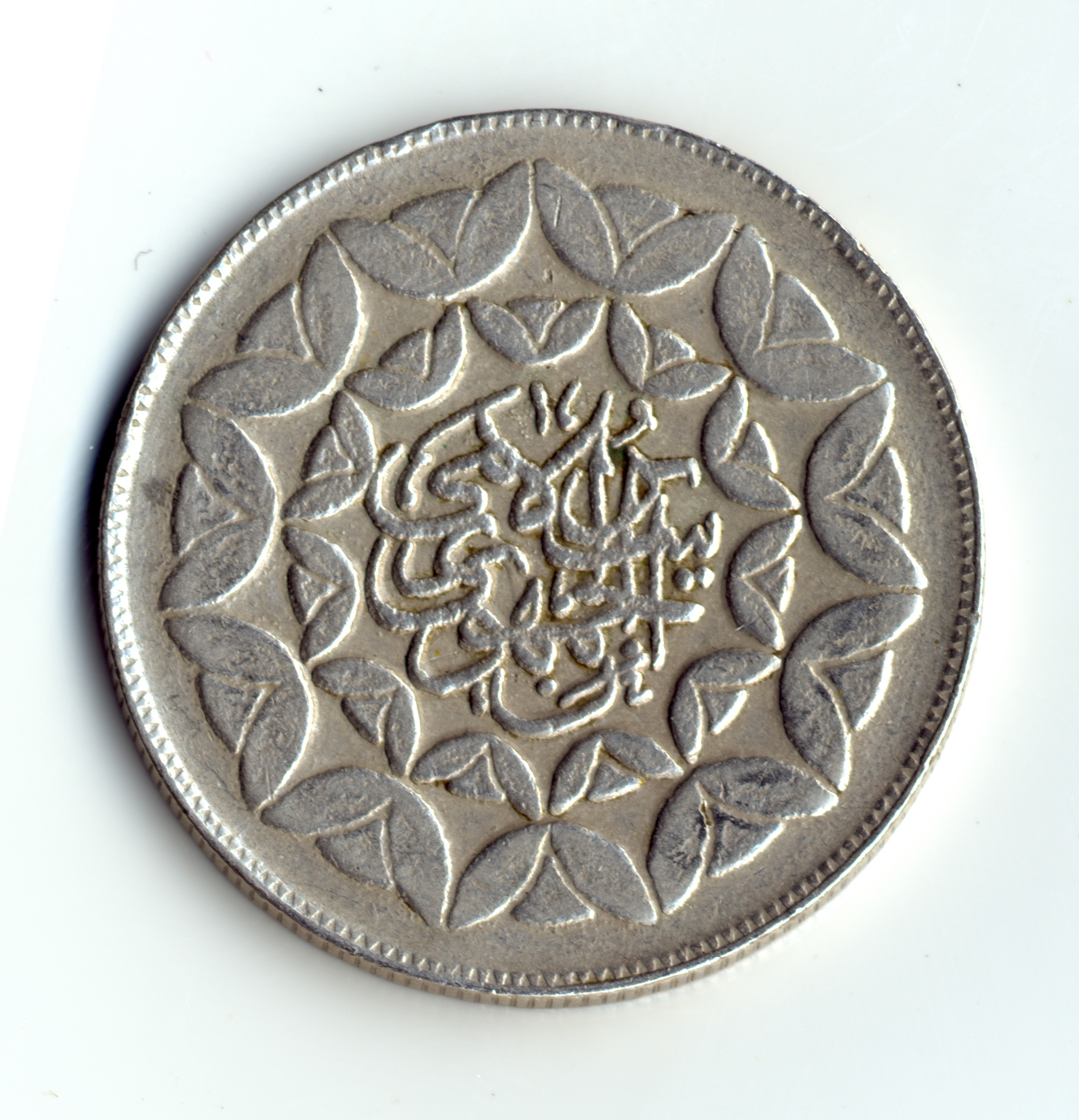
۲۲ گل لاله به پاسداشت ۲۲ بهمن ۱۳۵۷ روی سکه ۲۰ ریالی ضرب شده در سال ۱۳۶۰ به مناسبت سومین سالگرد انقلاب ۱۳۵۷ ایران در مرکز سکه نوشته شده‌است: جمهوری اسلامی ایران

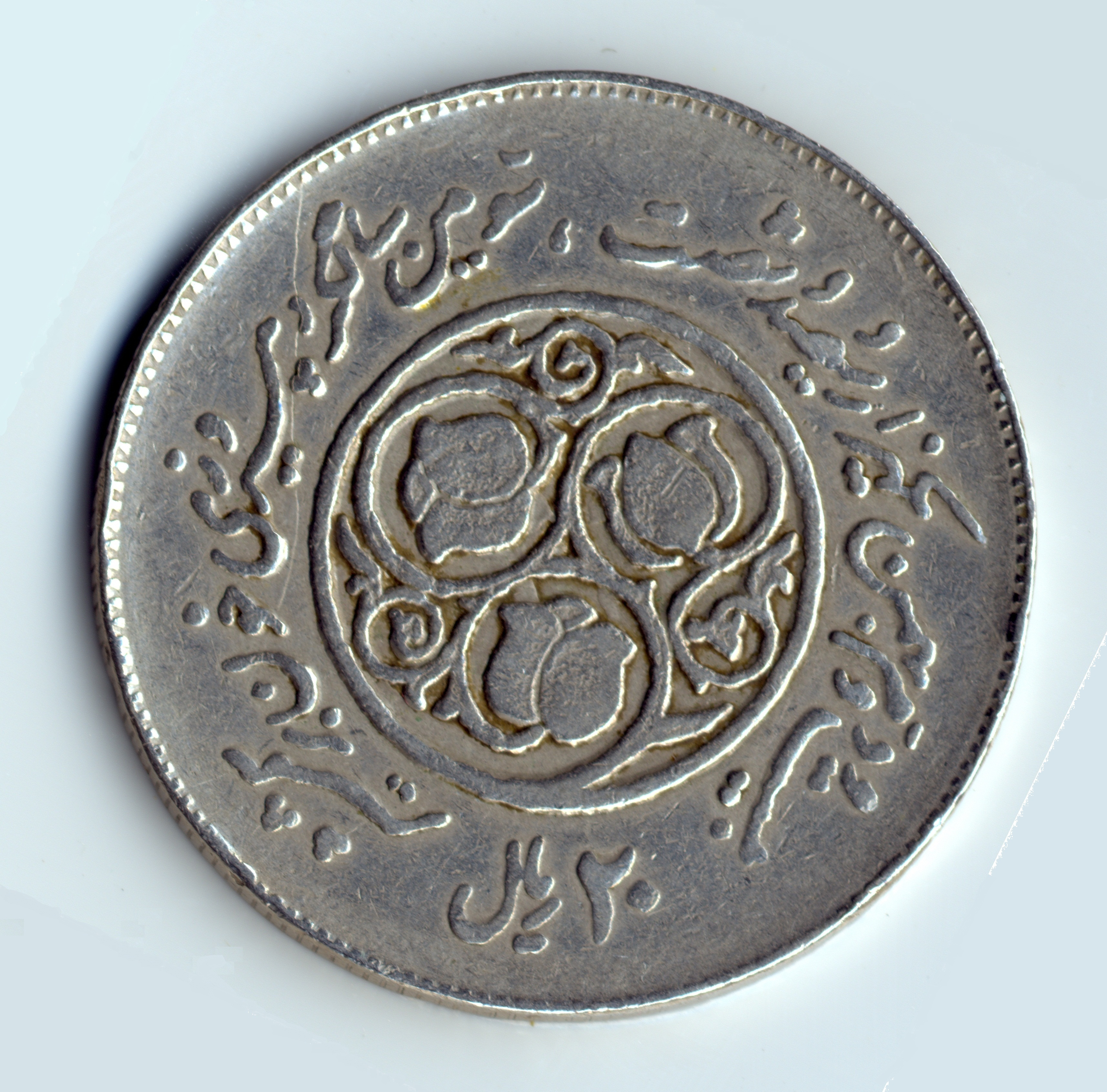
۳ گل لاله به پاسداشت سومین سالگرد انقلاب ۱۳۵۷ ایران پشت سکه ۲۰ ریالی ضرب شده در سال ۱۳۶۰ در حاشیه سکه نوشته شده‌است: سومین سالگرد پیروزی خون بر شمشیر

در این روز به ترتیب زندان اوین، ساواک، سلطنت آباد، مجلسین سنا و شورای ملی، شهربانی، ژاندارمری و ساختمان زندان کمیته مشترک به تصرف مردم درآمد. در تسخیر شهربانی سپهبد رحیمی فرماندار نظامی تهران به دست انقلابیون مسلح افتاد. پادگان باغشاه و دانشکده افسری، دبیرستان نظام، زندان جمشیدیه، پادگان عشرت آباد و پادگان عباس‌آباد یکی پس از دیگری تسلیم شدند و آخرین مرکزی که به تصرف درآمد رادیو و تلویزیون بود.

#### تصمیم شورای عالی ارتش
ساعت۱۰:۳۰ روز ۲۲ بهمن۱۳۵۷ شورای فرماندهان نیروهای مسلح در ستاد مشترک (ستاد بزرگ ارتشتاران) تشکیل گردید. نظامیان حاضر در جلسه عبارت بودند از: عباس قره‌باغی، جعفر شفقت، حسین فردوست، هوشنگ حاتم، ناصر مقدم، عبدالعلی نجیمی، احمدعلی محققی، عبدالعلی بدره‌ای، امیرحسین ربیعی، کمال حبیب‌اللهی، عبدالمجید معصومی، جعفر صانعی، اسدالله محسن زاده، حسین جهانبانی، محمد کاظمی، خلیل بخشی آذر، علی محمد خواجه نوری ، پرویز امینی افشار، امیر فرهنگ خلعتبری، محمد فرزام، جلال پژمان، منوچهر خسروداد، ناصر فیروزمند، موسی رحیمی لاریجانی، محمد رحیمی آبکناری و رضا وکیلی طباطبایی . ریاست شورای عالی ارتش بر عهده عباس قره‌باغی بود. پس از گزارش فرماندهان نیروها از وضعیت موجود بحث پیرامون همبستگی ارتش با مردم آغاز شد؛ اکثراً موافقت خود را اعلام نمودند و سرانجام اعلامیه‌ای مبنی بر بی‌طرفی ارتش تهیه و به امضا رسید. پس از تصمیم شورای عالی، ساعت یک و پانزده دقیقه بعد از ظهر خبر تصمیم شورای عالی ارتش در اختیار رادیو و تلویزیون گذاشته شد. رادیو ایران برنامه عادی خود را قطع و اعلامیه را قرائت کرد. لحظه‌ای بعد نیروهای انقلاب محوطه رادیو تلویزیون را تصرف نمودند و خبر سقوط رژیم سلطنتی پهلوی از رادیو تلویزیون ملی اعلام شد.

## مراسم دهه فجر
هر ساله در طول دهه فجر مراسم و یابودهای زیادی انجام می‌گیرد. همچنین جشنواره فجر که بزرگترین جشنواره فیلم، تئاتر و موسیقی ایران است همواره در طول دهه فجر برگزار می‌شود. در روز ۱۲ بهمن زنگ مدارس به مناسبت سالگرد ورود هواپیمای سید روح‌الله خمینی به ایران، در ساعت ۹ و ۲۷ دقیقه نواخته می‌شود. در روز ۲۲ بهمن، آخرین روز از دهه فجر نیز که به عنوان تعطیل رسمی در تقویم رسمی ایران ثبت شده‌است، راهپیمایی‌هایی در شهرهای مختلف ایران برگزار می‌شود. همه ساله مصادف با این روز مراسم ویژه‌ای در سراسر ایران با حضور مقامات کشوری و لشکری برگزار می‌گردد و زنگ انقلاب در مدارس نواخته شده و سوت کشتی‌ها، قطارها و ناقوس کلیساها در ساعت ۹ صبح این روز به صدا درمی‌آید.
در سال ۱۳۹۰ نیروی هوایی ارتش در فرودگاه مهرآباد صحنه ورود و پیاده شدن خمینی را با استفاده از ماکت مقوایی وی بازسازی کرد و این مراسم با ادای کامل تشریفات نظامی انجام گردید. همچنین حمیدرضا حاجی‌بابایی وزیر آموزش و پرورش و عده‌ای دیگر در مراسمی با نام گلبانگ انقلاب در مدرسه رفاه شرکت کردند که در این مراسم نیز ماکت مقوایی خمینی دیده می‌شد.
استفاده از ماکت مقوایی در مراسم دهه فجر این سال باعث گردید عکس‌های منتشر شده از مراسم نام برده مورد توجه ویژه رسانه‌های بین‌المللی و شبکه‌های اجتماعی از جمله فیس‌بوک قرار گیرد.